# James Cassells
James Arthur Cassells (Londres, 27 de diciembre de 1989) es un músico y compositor británico,es el baterista de la banda inglesa de metalcore Asking Alexandria, es conocido por su rapidez y su gran manejo con la batería y el doble pedal.

## Historia
Nació el 27 de diciembre de 1989 en Londres, Inglaterra. Es considerado una de las mayores promesas del heavy metal. El aprendió a tocar la batería cuando tan solo tenía 13 años de edad, y en el año 2008 se unió durante la segunda venida de Asking Alexandria, cuando el guitarrista y fundador Ben Bruce lo invita a unirse, fue el último integrante en ingresar a la banda (cuando todavía estaba Joe Lancaster como bajista del grupo).
En el año 2009 se traslada junto con la banda a Estados Unidos para promocionar su música, también para firmar con el sello discográfico Sumerian Records y grabar su álbum debut Stand Up And Scream.
En el año 2011 graban Reckless & Relentless, y este fue el álbum que los empujó a la fama, los dio a conocer por todo el mundo, y fue nominado a varios premios. Este año también fue muy difícil para Cassells y el resto de los integrantes de Asking Alexandria, ya que tuvieron muchos problemas con el alcohol y las drogas.
En 2013 se graba From Death to Destiny un álbum con un estilo un tanto diferente al resto, con un sonido más clásico.

## Vida personal
James Cassells está casado con la modelo Brandi Annette Peterson desde 21/04/2018. El 23/12/2020 tuvieron su primer hijo llamado Sterling Arthur Cassells.

## Discografía
Asking Alexandria
- 2009 - Stand Up And Scream
- 2011 - Reckless and Relentless
- 2013 - From Death to Destiny
- 2016 - The Black
- 2017 - Asking Alexandria